# Evangelische Kirche (Alpen)

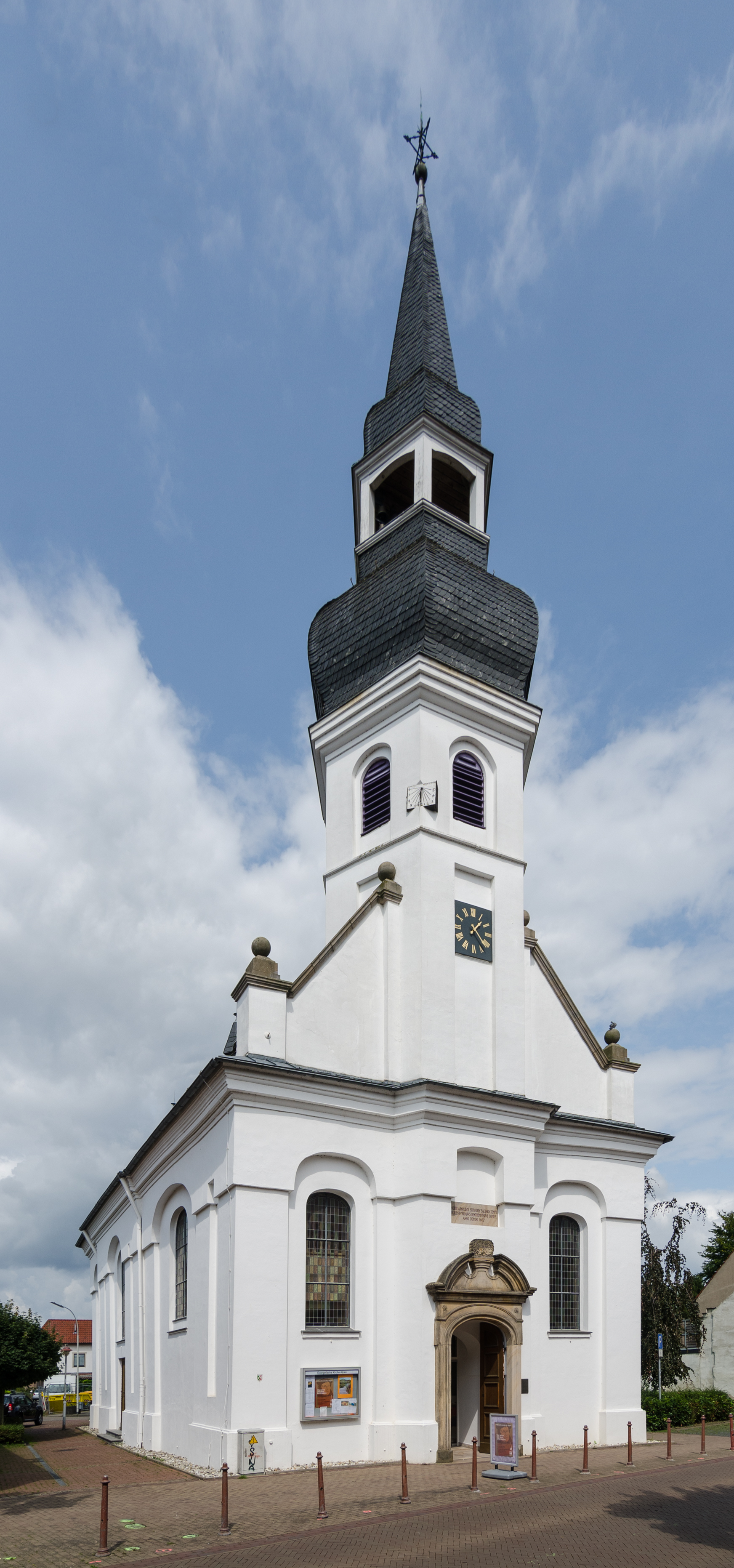
Evangelische Kirche (2017)

Die evangelische Kirche ist ein denkmalgeschütztes Kirchengebäude in Alpen, einer Gemeinde im Kreis Wesel (Nordrhein-Westfalen). Die Kirchengemeinde gehört zum Kirchenkreis Moers der Evangelischen Kirche im Rheinland.

## Geschichte und Architektur
Der Grundstein wurde 1602 durch die Kurfürstin Amalia von der Pfalz gelegt. Sie verpflichtete ihren Schwager, Graf Arnold II. von Bentheim, nach ihrem Tod das Werk zu vollenden. Graf Arnold beauftragte den Baumeister Johann Pasqualini, unter dessen Leitung von 1602 bis 1604 eine frühbarocke Wandpfeilerkirche in italienischer Architektur errichtet wurde. In den Saalbau aus Backsteinen fügte er den Chor der gotischen Nikolauskapelle als Grabkapelle ein. Die Kirche brannte bei einem Stadtbrand 1716 ab.
Das Gebäude wurde von 1716 bis 1718 nach Plänen von Bartolomeo Salla, der durch eine Baumeisterinschrift belegt ist, wieder aufgebaut. Der dreiseitig geschlossene Backsteinsaal mit gepliestertem Kreuzrippengewölbe ist verputzt. Die Umfassungsmauern des Vorgängerbaus sind erhalten. In der Fassade springt der polygonale Glockenturm, mit einer Laterne bekrönten Schweifhaube, risalitartig hervor. Die Gruftkapelle an der Südseite ist der ehemalige Chor einer vor 1602 entstandenen Kapelle. In ihr befindet sich das Grabmonument der Kurfürstin Amalia. Die Kirche wurde 1902 und 1926 restauriert und nach Kriegsschäden bis 1959 umfangreich wiederhergestellt.
2002 wurde im Norden eine Sakristei an das Kirchengebäude angebaut.
Die evangelische Kirche in Alpen ist die älteste Kirche in Deutschland, die als reformierte Gemeindekirche gebaut wurde.

## Ausstattung
- Die Kanzel niederländischen Gepräges stammt von 1719. Sie wurde aus Eichenholz gefertigt und sparsam vergoldet.
- Die Kronleuchter aus Messing stammen aus dem 17. und 18. Jahrhundert.
- In der Gruftkapelle befindet sich ein Epitaph für die 1602 in Alpen verstorbene Fürstin Amalia. Sie war die Witwe des Kurfürsten Friedrich III. von der Pfalz. Gestiftet wurde es von ihrem Schwager, Graf Arnold von Bentheim. Der dreiteilige Säulenaufbau besteht aus schwarzem und farbigem Marmor sowie aus Sandstein. Die Ahnenprobe ging verloren.

### Orgel
Die Orgel wurde 1771 nach einer Disposition von J. E. Teschemacher gebaut und 1780 bis 1782 von dessen Nachfolger G. Schrey um ein Eichenholzgehäuse mit teilweiser Vergoldung und ein Pedalwerk erweitert. Das Pfeifenmaterial des Brustpositivs stammt aus einer anderen Orgel aus dem Jahre 1737, deren Erbauer unbekannt ist, und erst 1957/1958 in die Teschemacher-Orgel eingefügt wurde. Die Spielanlage befindet sich seitlich an der Orgel. Die Registerzüge sind hufeisenförmig um das Notenpult angeordnet. Das Schleifladen-Instrument hat 25 Register, darunter etliche geteilte Register auf zwei Manualen und Pedal. Die Trakturen sind mechanisch.
| I Positiv C–c3 |                |     |       |
| 6.             | Metallgedackt  |     | 8′    |
| 5.             | Nachthorn      |     | 4′    |
| 4.             | Principal      |     | 2′    |
| 3.             | Quinte         | (D) | 1 ⁄3′ |
| 2.             | Oktavzimbel II |     | 1⁄2′  |
| 1.             | Geigend-Regal  |     | 8′    |

| II Hauptwerk C–c3 |                |     |    |
| 7.                | Principal      |     | 4′ |
| 8.                | Bordun         |     | 8′ |
| 9.                | Violin         | (D) | 8′ |
| 10.               | Quintadena     | (B) | 8′ |
| 11.               | Quintadena     | (D) | 8′ |
| 12.               | Flöte traverso |     | 4′ |
| 13.               | Undamaris      | (D) | 8′ |

| (Fortsetzung) |                 |     |       |
| 14.           | Octave          |     | 2′    |
| 15.           | Sesquialtera II |     | 1 ⁄3′ |
| 16.           | Cornett III     |     | 3′    |
| 17.           | Mixtur III      |     | 1′    |
| 18.           | Trompete        | (D) | 8′    |
| 19.           | Trompete        | (B) | 8′    |
| 20.           | Vox humana      | (D) | 8′    |

| Pedal C–d1 |                  |  |     |
| 21.        | Gedacktpommer    |  | 16′ |
| 22.        | Offenbass        |  | 8′  |
| 23.        | Oktavbass        |  | 4′  |
| 24.        | Lieblich Posaune |  | 16′ |
| 25.        | Hintersatz III   |  |     |

- Koppeln: I/II, I/P, II/P